# The Sunday Times
The Sunday Times é o jornal dominical britânico de circulação nacional mais vendido, sendo distribuído no Reino Unido e na Irlanda.

É publicado em formato broadsheet pela Times Newspapers Ltd., uma subsidiária da News UK, que, por sua vez, é controlada pela  News Corp. A Times Newspapers também publica The Times. Os dois jornais foram fundadas independentemente, ficando sob propriedade comum somente a partir de 1966. Foram comprados pela News International em 1981.

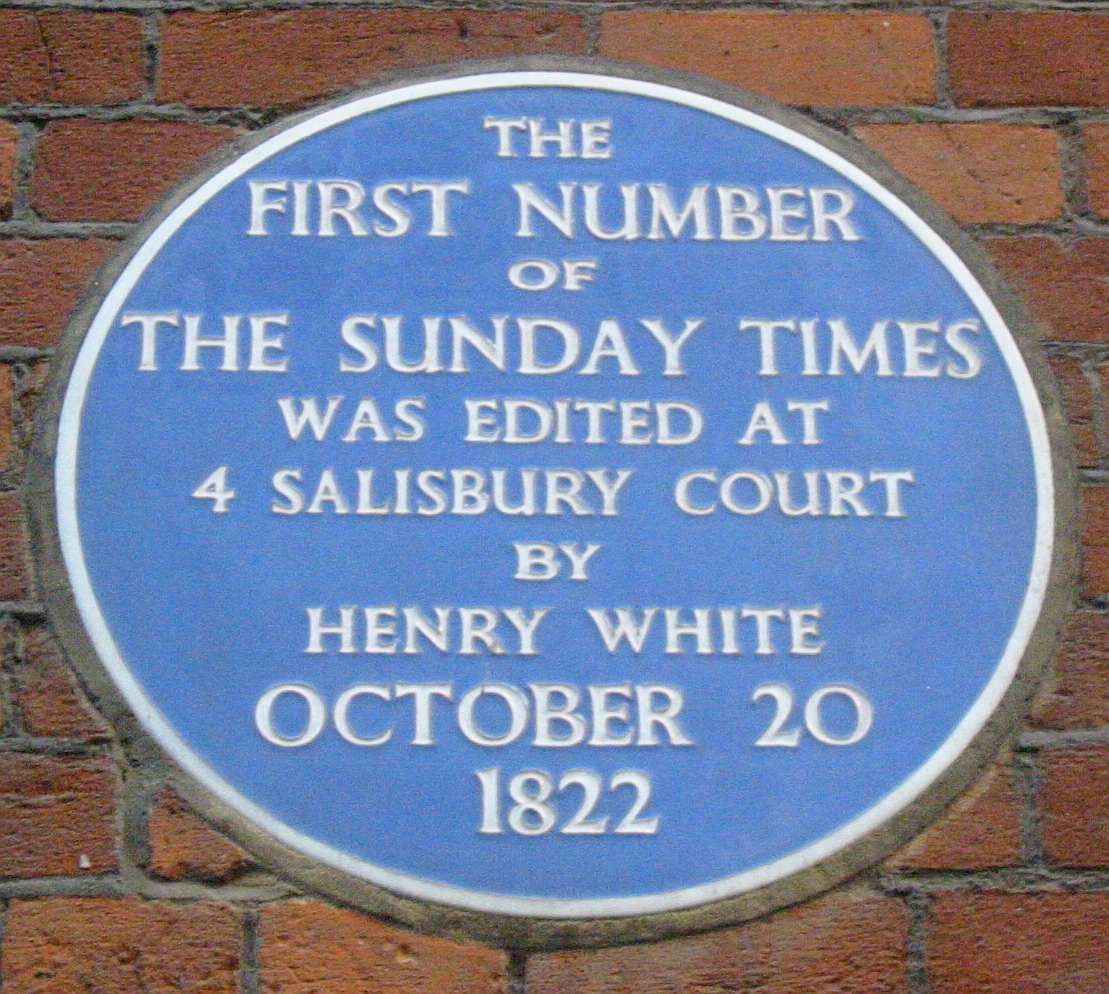

The Sunday Times ocupa uma posição dominante no mercado dominical dos chamados "jornais de qualidade"  do Reino Unido. Em janeiro de 2012, a sua circulação, de pouco menos de um milhão de exemplares, correspondia à soma da circulação dos seus principais concorrentes - The Sunday Telegraph, The Observer  e The Independent (edição dominical). Enquanto alguns outros jornais de circulação nacional mudaram para o formato tablóide no início de 2000, The Sunday Times manteve o formato maior (broadsheet) e declara que continuará assim. O jornal vende mais que o dobro de cópias do seu coirmão, The Times, que circula de segunda a sábado.
Foi o primeiro jornal com vários seções da Grã-Bretanha e permanece substancialmente mais denso do que seus rivais. Uma edição normal contém o equivalente a 450-500 páginas de um tablóide.
O jornal adquiriu reputação pela força de sua reportagens investigativas - em grande parte devida à sua premiada equipe Insight - e também pela ampla cobertura internacional. Em seu quadro de colaboradores, tem vários escritores conhecidos, colunistas e comentaristas, incluindo Jeremy Clarkson, A. A. Gill e Bryan Appleyard.
O jornal tem, também, três revistas (The Sunday Times Magazine, Culture e Style) e três suplementos em formato tabloide (Travel, Home e Driving).